# CITV
CITV (abreviatura de Children's ITV) fue un canal de televisión infantil británico, parte de ITV. Fue lanzado el 3 de enero de 1983 como un bloque de programación. El 11 de marzo de 2006 fue lanzado como canal de televisión independiente en competencia con CBBC de la BBC. En marzo de 2023, se anunció que el canal CITV se cierre más adelante en el año, a favor de un centro infantil en ITVX. El canal cerró el 1 de septiembre de 2023, después del lanzamiento del centro infantil en ITVX. Actualmente, es un bloque en ITV2.